# Kieswüste
Kieswüste ist die Bezeichnung für Wüsten, welche überwiegend aus Kies bestehen. Sie entstehen nach Erosion von Stein- oder Felswüsten (Akkumulation von gröberen Korngrößen durch Ausblasung der feineren Korngrößen) oder durch die Ablagerung von Kies im Vorfeld von Gletschern. Die Oberfläche des Wüstentyps ist mit kleinen Kieselsteinen und wenigen Sandkörnern bedeckt. 
Kieswüsten findet man insbesondere innerhalb der Sahara, wo sie Serir genannt werden und 5 % der Wüstenfläche ausmachen. Die Kieswüste ist dort eine weniger häufige Wüstenart als die Fels- und Steinwüste (Hammada) oder die Sandwüste (Erg). Die Reg stellt einen besonderen Oberflächentyp der Kieswüste dar.
Die Vegetation ist wüstengemäß spärlich, immerhin überleben einige Holz- und Distelgewächse. Für Fahrzeuge und Dromedare sind Kieswüsten gut zu durchqueren.